# Landulf al II-lea de Capua
Landulf al II-lea (n. cca. 825 – d. 879) a fost episcop și, în două rânduri, conte longobard de Capua, de la 863 la 866 și de la 871 la 879.
Landulf a fost cel mai tânăr dintre cei patru fii ai gastaldului Landulf I de Capua. Încă de tânăr, Landulf a intrat în rândurile preoțimii. La moartea tatălui din 843, conducerea Capuei a trecut în mâinile lui Lando, fratele mai mare al lui Landulf.
La moartea episcopului de Capua, Paulinus, Lando l-a numit ca episcop al orașului de Landulf. Atunci când Lando a murit în 861, fiul și succesorul lui, Lando al II-lea a fost depus după numai câteva luni de zile de către un alt fiu al lui Landulf I, Pando "cel Lacom". La rândul său, Pando a murit la puțină vreme după aceea (862 sau 863), astfel încât a izbucnit o criză de succesiune. Fiul lui Pando, Pandenulf a fost îndepărtat, iar Landulf, deși episcop, a preluat și tronul laic al Capuei din 863. Totuși, celelalte ramuri ale familiei refuzau să recunoască această uzurpare și au început să achiziționeze părți din comitatul de Capua pentru sine, astfel încât controlul lui Landulf se rezuma strict la orașul Capua. Rămas izolat, Landulf al II-lea i-a invitat pe mercenarii sarazini din Apulia pentru a provoca ravagii asupra pământurilor rudelor sale, o măsură care i-a alarmat pe vecinii săi, inclusiv pe papa Nicolae I.
În 866, depusul Pandenulf a făcut apel la împăratul Ludovic al II-lea, aflat atunci în vizită la Montecassino, de a trece la acțiune împotriva unchiului său. Împăratul a trecut imediat la asedierea Capuei  și l-a dezmoștenit pe Landulf II, însă, în loc să îl reînscăuneze pe Pandenulf, a hotărât să treacă comitatul de Capua sub ducele Lambert I de Spoleto, considerat mai de încredere. Această soluție nu a durat mult timp. În 871, Lambert a fost implicat într-o răscoală împotriva lui Ludovic al II-lea orchestrată de ducele Adelchis de Benevento. Ca urmare, Ludovic l-a depus și pe Lambert, restaurându-l pe Landulf al II-lea în poziția de conte de Capua, cu condiția ca acesta să jure de a-i nu permite prezența sarazinilor în comitat.
După moartea împăratului Ludovic al II-lea din 875, Landulf s-a aliat cu sarazinii din Apulia, însă în 877, papa Ioan al VIII-lea l-a convins să se alieze cu papalitatea împotriva musulmanilor. El a petrecut anii următori apărând coasta amalfitană. 
La moartea sa din 879 o nouă criză de succesiune a izbucnit, între nepoții săi de frate Lando al II-lea (fiul lui Lando), Pandenulf (fiul lui Pando) și Lando al III-lea (fiul lui Landenulf de Teano).
În cronica lui Erchempert, contemporană cu Landulf, acesta este descris ca fiind unul dintre cei mai mari trădători, amator de misticisme și de magie neagră, aliat al sarazinilor și dușman al creștinătății.